# Loysch Ödön
Loysch Ödön (Edmund; Késmárk, 1874. december 2. – Késmárk, 1945. március 15.) főgimnáziumi és múzeumigazgató.

## Élete
1885-1893 között a késmárki evangélikus líceumban tanult, ahol Horváth Borbála-féle líceumi jutalomdíjat kapott, a magyar önképző kör aljegyzője is volt és manchette-vivásban ért el eredményeket, majd a Budapesti Királyi Magyar Tudomány-Egyetem Bölcsész Karának hallgatója volt.
1897-ben a rimaszombati Egyesült Protestáns Főgimnázium (történelem, földrajz és német nyelv) tanárául választották. 1902-1924 között megszakításokkal gimnáziumi igazgató. 1931-ig taníthatott a rimaszombati gimnáziumban, de már 1929-ben nyugdíjba vonult.
A csehszlovák államfordulatkor felmentették igazgatói állásából. 1919 márciusában a gimnázium felsős növendékei az ő tanácsára Miskolcra szöktek a kényszersorozástól való félelemben. 1919-ben a Vörös Hadsereg bevonulása után a munkástanács egyik vezetője volt.
1896-tól a Magyar Történelmi Társulat tagja. 1904-től szabadkőműves páholytag. 1907-1935 között a Gömör Vármegyei Múzeum igazgatója volt, s elsősorban régészeti leletekkel maga is gyarapította a gyűjteményt. 1908-1913 között az MKE helyi képviselője Rimaszombatban, 1910-től az MKE Gömöri osztályának választmányi tagja. Később is tapasztalt túrázó volt.
A késmárki temetőben nyugszik.

## Művei
Munkái többnyire földrajzi és történelmi értekezések, ismertetések, melyek a berlini Gesellschaft für Erdkunde „Bibliotheca Geographia” című vállalatának kiadványaiban, továbbá a bécsi földrajzi társaság „Jahresberichte für Österreich-Ungarn” – és Wagner „Geographisches Jahrbuch” című folyóiratokban jelentek meg.
- 1899 A Magas Tátra orometriája - Die Orometrie der Hohen Tátra. Jahrbuch des Ungarischen Karpathen-Vereines 26, 56-90.
- 1901 Egy történelmi dolgozata a reformáczióról a rimaszombati egy. prot. főgimnázium 1901-iki értesítőjében jelent meg.
- 1909 A méhii "Halomszer" fölásatása. Múzeumi és Könyvtári Értesítő 1909/2-3, 142-144